# (27849) Suyumbika
(27849) Suyumbika – planetoida z pasa głównego asteroid okrążająca Słońce w ciągu 3 lat 141 dni w średniej odległości 2,25 j.a. Odkryta 29 października 1994 roku. Przed nadaniem nazwy planetoida nosiła oznaczenie tymczasowe (27849) 1994 UU1